# Phytomyza aurata
Phytomyza aurata är en tvåvingeart som beskrevs av Griffiths 1974. Phytomyza aurata ingår i släktet Phytomyza och familjen minerarflugor. Inga underarter finns listade i Catalogue of Life.